# Yūta Someya
Yūta Someya (染谷 悠太?, Someya Yūta; Tokyo, 30 settembre 1986) è un ex calciatore giapponese, di ruolo difensore.

## Caratteristiche tecniche
È un difensore centrale.

## Palmarès

### Club

#### Competizioni nazionali
- J2 League: 1

Kashiwa Reysol: 2019